# 张瑞清 (武警)
张瑞清（1955年1月—），河北阳原人。中国人民解放军军事将领。中共第十八届中央候补委员。
曾任武警政治部办公厅秘书长，武警黑龙江省总队政委。2009年3月，升任武警北京市总队政委。2012年底接替到龄退休的吴云峰中将，升任武警部队副政治委员。
2005年晋升武警少将警衔。2014年7月晋升武警中将警衔。